# Kampen om jorden
Artikeln handlar om boken, för filmen, se Battlefield Earth (film).
Kampen om jorden – en berättelse från år 3000 (engelsk originaltitel: Battlefield Earth – a saga of the year 3000) är en science fiction-roman utgiven 1982 av L. Ron Hubbard. 

## Handling
Boken utspelar sig år 3000 när jorden sedan nästan tusen år erövrats av planeten Psychlo som nu använder jorden som bas för gruvindustrin. Människan har i stort sett utrotats och endast små grupper bor i små byar på avlägsna platser. Den girige psychlon Terl, som är säkerhetsansvarig på jorden, har upptäckt en guldåder som han vill utvinna i hemlighet för sin personliga vinning utan att gruvföretaget vet om det. Därför kommer han på idén att träna människor som gruvarbetare. Han fångar in Jonnie Goodboy Tyler och utbildar honom i maskinföring. Jonnie skickas ut för att värva fler arbetare och i hemlighet utarbetar människorna en plan för att återerövra jorden. 

## Om boken
Boken är drygt 1000 sidor lång och var scientologi-grundarens första skönlitterära verk på många år och utgavs för att fira femtioårsjubileet av hans författarskap. Hubbard komponerade även ett soundtrackalbum till boken, med titeln Space Jazz. Boken publicerades i USA ursprungligen av St. Martin's Press, men senare utgåvor har getts ut av Scientologikyrkans förlag Bridge/New Era Publications och under 2000-talet av Galaxy Press som enbart ger ut skönlitteratur av Hubbard.
Under kampanjen inför primärvalen inför Presidentvalet i USA 2008 blev Mitt Romney tillfrågad vilken som var hans favoritroman och svarade att det var Battlefield Earth.

## Filmatisering
År 2000 kom en filmatisering av boken med scientologen John Travolta i rollen som Terl och Barry Pepper som Jonnie Goodboy Tyler. Filmen, som inte är boken särskilt trogen, har av många ansetts vara en av de sämsta någonsin. 